# Berthold Waßmer

Berthold Waßmer

Berthold Waßmer, auch Wassmer (* 29. Januar 1886 in St. Blasien, Schwarzwald; † 11. September 1969 in Ettlingen, Baden) war ein badischer Kirchenmusiker und Komponist.

## Leben
Berthold Waßmer war von seiner Ausbildung her Lehrer und hatte seine erste Anstellung (1910–1919) als Hauptlehrer und Kirchenchordirigent in Bernau im Schwarzwald. Seine Hauptwirkungsstätte war Ettlingen: 31 Jahre als Lehrer an der Schillerschule (1949–1951 als deren Rektor) und 33 Jahre (1920–1953) als Organist und Dirigent des Kirchenchores an der dortigen Herz-Jesu-Kirche.
In dieser Zeit komponierte er zahlreiche Chorwerke für den Kirchengebrauch, aber auch weltliche Stücke. In seinen Werken huldigte er in eigenwilliger Weise der romantischen Richtung.

## Werke
- Opus 7 St. Blasius-Messe 1913, erste Messe bei Anton Böhm & Sohn, Augsburg
- Opus 8b Heilige Nacht ...
- Opus 15 Warum? Vögelein im stillen Heim ..., Text von Victor Schmidt
- Opus 29 Johanneslied
- Opus 36 Deutschland, du mein Heimatland, Text von Raffler
- Opus 43 Libera me ... zum Requiem op 97
- Opus 60 Weihnachtsmesse
- Opus 63 Osterlied
- Opus 69b Tantum ergo
- Opus 71 St. Michaelislied
- Opus 74 Ebersteiner Heimatlied
- Opus 74? Sängerspruch Gott sei mit Dir ...
- Opus 80 O weine nicht ..., Text von Luise Hensel
- Opus 82,3 Credo
- Opus 85b Offertorium
- Opus 88c Liebeshauch
- Opus 96 Kantate
- Opus 96a Ein Ettlinger Heimatlied, Wo des Wattbergs steile Halde ..., Text von Arthur Trautman, Bürgermeister von Walldürn
- Opus 97 Requiem
- Opus 98 O milder Geber ...
- Opus 101 Pange lingua...
- Opus 102 Einfache Zwischenspiele in den gebräuchlichsten Tonarten bei Anton Böhm & Sohn, Augsburg
- Opus Ehre sei Gott ... bei Anton Böhm & Sohn, Augsburg
- Opus Singt dem Herren ... bei Anton Böhm & Sohn, Augsburg
- Opus Gengenbacher Heimatlied, Stimmt an das Lied mit hellem Klang ...
- Opus Die Allmacht, von Franz Schubert arrangiert
- Opus Fronleichnamlieder für Bläser
- Opus Hebe Deine Augen auf ...
- Opus Missa Sanctae Dei Genitricis
- Opus Abendchor Text von K. Kreuzer
- Opus Stabat mater
- Opus Laudate Dominum
- Opus Franziskus-Messe
- Opus Meinrad-Messe